# Mia De Vits
Mia De Vits este un om politic belgian, membru al Parlamentului European în perioada 2004-2009 din partea Belgiei.
De Vits și-a început cariera în sindicatul socialist ABVV în 1973, devenind astfel secretar general (1989-2002) și președinte (2002-2004).
În 2004, De Vits a intrat în politică electorală și a fost ales membru al Parlamentului European (2004-2009) cu Socialistische Partij-Anders, parte a Grupului Socialist. Ea a participat la Comisia pentru Piața internă și Protecția consumatorilor a Parlamentului European. Ea a înlocuit Comisia pentru Afaceri Economice și Monetare.
Ea se va retrage din politică după alegerile regionale din 2014.
1. ↑  Mia De Vits, ODIS
2. ↑  IdRef, accesat în 5 martie 2020
3. ↑  Deputații în Parlamentul European